# Jakow Malik
Jakow Aleksandrowicz Malik, ros. Я́ков Алекса́ндрович Ма́лик (ur. 6 grudnia 1906 w Ostrowerchiwce w guberni charkowskiej, zm. 11 lutego 1980 w Moskwie) – radziecki polityk i dyplomata.

## Życiorys
W 1930 ukończył Charkowski Instytut Gospodarki Narodowej, później pracował w Ukraińskiej SRR, 1935–1937 studiował w Instytucie Pracowników Dyplomatycznych i Konsularnych Ludowego Komisariatu Spraw Zagranicznych, 1937–1939 był referentem i pomocnikiem kierownika Wydziału Prasy Ludowego Komisariatu Spraw Zagranicznych ZSRR. Od 1938 członek WKP(b), od 1939 do 18 maja 1942 radca Ambasady ZSRR w Japonii, od 28 maja 1942 do 9 sierpnia 1945 ambasador nadzwyczajny i pełnomocny ZSRR w Japonii. Od 2 września 1945 do sierpnia 1946 doradca polityczny przy Radzie Sojuszniczej w Japonii, od 24 stycznia 1947 do października 1952 zastępca ministra spraw zagranicznych ZSRR, od maja 1948 do października 1952 stały przedstawiciel ZSRR przy ONZ i przy Radzie Bezpieczeństwa ONZ. Od października 1952 do marca 1953 I zastępca ministra spraw zagranicznych ZSRR, od 14 października 1952 do 17 października 1961 zastępca członka KC KPZR, od 19 kwietnia 1953 do 14 stycznia 1960 ambasador nadzwyczajny i pełnomocny ZSRR w Wielkiej Brytanii, od stycznia 1960 do 1968 ponownie zastępca ministra spraw zagranicznych ZSRR, od 1968 do listopada 1976 stały przedstawiciel ZSRR przy Radzie Bezpieczeństwa ONZ.
Pochowany na cmentarzu Nowodziewiczym.

## Ordery i odznaczenia
- Order Lenina (trzykrotnie, w tym: 3 listopada 1944, 5 listopada 1945[1])
- Order Rewolucji Październikowej
- Order Czerwonego Sztandaru Pracy (19 grudnia 1956)
- Order „Znak Honoru”
- Medal „Za ofiarną pracę w Wielkiej Wojnie Ojczyźnianej 1941–1945”